# Ernest Belfort Bax
Ernest Belfort Bax (Leamington, Warwickshire, Regne Unit, 23 de juliol de 1854 - Londres, Regne Unit, 26 de novembre de 1926) va ser un escriptor, periodista i filòsof socialista de principis del segle XX i que pertanyia al partit polític Social Democratic Federation (SDF). Va ser soci de Karl Marx.
El 1908 va escriure The Legal Subjection of Men en resposta a l'assaig de John Stuart Mill de 1869 titulat The Subjection of Women. Després, va publicar El frau del feminisme (1913), que en essència era el primer text sobre masculinisme. Allí va descriure els efectes adversos del feminisme, en capítols com "La croada anti-home", "Sempre les innocents ferides" i "La falsa cavallerositat".

## Obres
- Jean-Paul Marat (1878).
- Handbook to the History of Philosophy (1884).
- Religion of Socialism (1886).
- The Ethics of Socialism (Ètica del Socialisme, 1889).
- French Revolution (1890).
- The Problem of Reality (El Problema de la Realitat, 1893).
- Socialism; Its Growth and Outcome (Socialisme, el seu creixement i resultat, 1894), amb William Morris.
- The Peasants War (1899).
- Jean-Paul Marat: The People's Friend (1900).
- The Rise and Fall of the Anabaptists (1900).
- Essays in Socialism, New and Old (1906).
- The Roots of Reality (Les Arrels de la Realitat, 1907).
- The Legal Subjection of Men, (1908) junt a un advocat anònim irlandès.
- The Last Episode of the French Revolution (1911).
- Problems of Men, Mind, and Morals (1912).
- The Fraud of Feminism (El Frau del Feminisme, 1913).